# Toivo Vikstedt

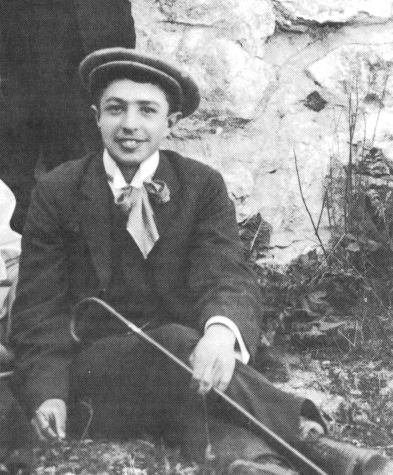
Toivo Vikstedt 1909.

Toivo (Topi) Alarik Vikstedt, född 12 juni 1891 i Viborg, död 6 maj 1930 i Helsingfors, var en finländsk illustratör, serietecknare och grafiker.

## Biografi
Vikstedt kom från en familj med glasblåsare och under studier vid Viborgs reallyceum studerade han parallellt vid Viborgs konstskola. Han fortsatte sedan sin utbildning vid Konsthögskolan i Helsingfors 1909–1912. Efter examen där med högsta betyg bedrev han ytterligare studier i Köpenhamn. Under perioden 1914–1916 ingick han i gruppen De Tre tillsammans med Harry Röneholm och Bruno Tuukkanen.
Vikstedt försörjde sig bland annat på att rita karikatyrer i tidskrifter, till en början främst i den satiriska Tuulispää. År 1917 gick han till tidskriften Kerberos, som samlade landets främsta tecknare, och där han även arbetade som chefredaktör.
Åren 1916–1918 arbetade Vikstedt också vid Finska Konstföreningen som kurator och från 1921 som lärare vid skolan, för att 1923 ingå i förlaget Otava som konstnärlig ledare.
Vikstedt gjorde sina största målningar tillsammans med Bruno Tuukkanen, som väggmålningar i restaurang Runda tornet i Viborg (1923) och takmålningar i biosalongen Capitol i Helsingfors (1928). Han utformade också Akademiska Karelensällskapets logotyp och ritade en bild från upproret i östra Karelen till Pro Karelen-affischen.
Vikstedt är också känd för att 1923 ha illustrerat en utgåva av Aleksis Kivis Sockenskomakarna.
Han är begravd på Sandudds begravningsplats i Helsingfors.